# النشاط السياسي الاجتماعي للشركات
يشير النشاط السياسي الاجتماعي للشركات إلى إظهار الشركة دعمها العلني أو معارضتها لقضية سياسية اجتماعية تتعلق بالمناصرة. تزايد بروز النشاط السياسي الاجتماعي للشركات في العقدين الثاني والثالث من القرن الحادي والعشرين، إذ كانت الشركات قد تبنت مواقف حول قضايا مثل التغير المناخي ومناهضة العنصرية وحقوق الإنجاب والتحكم في السلاح والهجرة وحقوق مجتمع الميم والمساواة بين الجنسين.
استخدمت مصطلحات عديدة، مثل رأسمالية ووك ورأسمال ووك ورأسمالية أصحاب المصالح، من قِبل بعض المعلقين، للإشارة إلى نوع من التسويق والإعلان وبنى الشركات التي ترتبط بوجهات نظر سياسية اجتماعية مرتبطة بقضايا العدالة الاجتماعية والنشاطية. نحت المصطلح الكاتب في صحيفة ذا نيويورك تايمز روس دوثات في مقالة نُشرت في الصحيفة بعنوان «صعود رأسمال ووك» عام 2018.
يمكن مقارنة النشاط السياسي الاجتماعي للشركات بنشاطين للشركات، إلا أنه يبقى منفصلًا عنهما: المسؤولية الاجتماعية للشركات والنشاط السياسي للشركات. قد تنخرط الشركات في نشاط سياسي اجتماعي للمطالبة بمُثل مدفوعة بأهداف، وأيضًا للمساهمة بحوافز أكثر إستراتيجية، تماشيًا مع تفضيلات قائمة للمستهلكين لخيارات شراء أخلاقية. وجدت دراسة حديثة أن 64% من المستهلكين في العالم يختارون شراء أو مقاطعة علامة تجارية معينة استنادًا إلى ميولها السياسية، وهي نتيجة تشير إلى الأهمية المتعاظمة لممارسات النزعة الاستهلاكية الأخلاقية.
أظهر إحصاء لمديري التسويق يعود إلى عام 2020 أن نسبة متزايدة من قادة التسويق يجدون أنه من المقبول إدخال تغييرات على المنتجات والخدمات استجابةً لقضايا سياسية (47%)، ووجود تنفيذيين يتطرقون إلى قضايا سياسية (33%)، واستخدام اتصالات التسويق للحديث عن قضايا سياسية (28%). أيضًا، انخرطت العلامات التجارية في مستوى غير مسبوق من السلوك النشاطي ردًا على احتجاجات مستهلكين ضد العنصرية عام 2020.
اختارت الشركات تاريخيًا النأي بالنفس عن التصريح بمواقف حول قضايا سياسية اجتماعية مثيرة للجدل، إذ كانت ترى أن ذلك قد يقطع علاقتها ببعض أصحاب المصالح، إلا أن التحولات الثقافية الحديثة قد عجلت بمناخ «شديد الالتزام»، الأمر الذي أفضى إلى مطالب للشركات بأن تمارس جهودًا مدفوعة بغايات في السوق. ذكر ريتشارد إدلمان، المدير التنفيذي لشركة إدلمان: «تدفع العلامات التجارية الآن لتذهب أبعد من مصالحها التجارية التقليدية لتصبح مناصرة. إنها علاقة جديدة بين الشركة والمستهلك، حيث يفترض الشراء بناء على رغبة العلامة التجارية بأن تعيش وفقًا لقيمها وأن تتصرف بصورة هادفة، وفي حال اقتضت الضرورة، القيام بقفزة نحو النشاطية».

## التعريف
النشاط السياسي الاجتماعي هو سلوك للشركات يرتبط بقضية، يُعرَّف إجمالًا بخاصيتين مستقلتين: الدعاية والمناصرة. بصورة خاصة، يشتمل النشاط السياسي الاجتماعي على دعم الشركة العلني أو معارضتها لقضية سياسية اجتماعية تتعلق بالمناصرة. توصف بعض القضايا أنها «مسائل اجتماعية بارزة غير محسومة ينقسم حولها الرأي المؤسساتي والاجتماعي، الأمر الذي قد يولد جدالات حادة بين الجماعات». بصورة لافتة، وفي حين أن الجدل الذي يحيط بقضية ما قد يتغير أو أن يحسم، قد تُعد جهود الشركة نشاطًا سياسيًا اجتماعيًا إلى الحد الذي تعكس فيه الانخراط في قضية تُعرف أنها قضية مناصرة خلال فترة أو ثقافة أو سياسة. استُخدم مصطلح «نشاطية العلامة التجارية» لوصف جهود مماثلة من قبل علامات تجارية لأفراد «مثل تلك المملوكة للشركات» للتصريح بمواقف علنية حول قضايا سياسية اجتماعية، يمكن بذلك اعتبار نشاطية العلامة التجارية نشاطًا سياسيًا اجتماعيًا مورس من طريق صوت العلامة التجارية.

### تمييزات مفاهيمية

#### المسؤولية الاجتماعية للشركات
يشتمل النشاط السياسي الاجتماعي على مساهمات الشركات في أهداف مجتمعية محبذة على نطاق واسع -مثل موارد المجتمع والتعليم والتبرعات لأبحاث الوقاية من الأمراض- من خلال أعمال خيرية أو جهود تبرعية، ويرتبط النشاط السياسي الاجتماعي بانخراط الشركة في قضايا ليس هناك استجابة صحيحة لها مقبولة عالميًا. أيضًا، قد يشتمل النشاط السياسي الاجتماعي على مستوى أدنى من الاستثمار المالي -بيانات صحفية أو رسائل مفتوحة- تقارن بالنشاط السياسي الاجتماعي، إلا أنه ثمة خطر أكبر يرتبط بالنشاط السياسي الاجتماعي، يعود جزئيًا إلى احتمال معارضة العديد من أصحاب المصالح.

#### النشاط السياسي للشركات
يختلف النشاط السياسي الاجتماعي للشركات عن النشاط السياسي، فجهود الشركة -مساهمة في الحملات وممارسة الضغط والتبرعات للجنة العمل السياسي- توجه نحو التأثير على العمليات السياسية وكسب أفضليات في السوق ترتبط بالسياسات. في حين أن كلا النمطين من نشاط الشركات يعكس انخراطًا في العملية السياسية، فإنهما يختلفان في مدى إعلانهما عن ذلك. عادة ما يُستخدم النشاط السياسي الاجتماعي بوصفه إظهارًا علنيًا للقيم والمبادئ الرئيسية للشركة. وخلافًا لذلك، عادة ما يكون النشاط السياسي للشركات نشاطًا سريًا لا يصبح عادة علنيًا إلا من خلال «إعلان عرضي».

## أمثلة
أخذت الشركات بتزايد مواقف نشاطية حول قضايا سياسية اجتماعية ضمن عدة مجالات.

### مناهضة العنصرية
تحدثت الشركات حول قضايا مساواة عرقية عبر عدد من الطرق –مثل تأكيد الدعم لحركة حياة السود مهمة، والتبرع بجزء من الأرباح لمنظمات الحقوق المدنية. جاء واحد أبرز الأمثلة على النشاط السياسي الاجتماعي في مناهضة العنصرية في شهر سبتمبر 2018 حين أعلنت شركة نايكي أن لاعب كرة القدم كولين كايبرنيك هو المتحدث باسمها في حملة الإعلان السنوية رقم 30. بصورة لافتة، أثار كايبرنيك جدلًا وطنيًا عام 2016 بركوعه خلال النشيد الوطني احتجاجًا على عدم المساواة العرقية ووحشية الشرطة في الولايات المتحدة الأمريكية. قال كايبرنيك خلال حملة شركة نايكي «فلنؤمن بشيء، حتى لو كان يعني التضحية بكل شيء». وصفت وكالات الأنباء هذا الشعار على أنه دعم ضمني لمنصة كايبرنيك ضد العنصرية.
في حين أن قرار نايكي قد أثار في البداية معارضة المستهلكين، وتسبب أيضًا بانخفاض سعر الأسهم، وصلت قيمة الشركة إلى مستوى قياسي بعد أسبوع واحد فقط. وفقًا لإحصاء جامعة كوينيبياك، جاء معظم دعم المستهلكين المستمر للإعلان من مستهلكين تتراوح أعمارهم بين 18 و34 عامًا، كان ثلثيهم يؤيد أفعال شركة نايكي. اعتبرت هذه القضية نقطة تحول حساسة في صعود النشاط السياسي الاجتماعي ممارسةً بارزة للعلامات التجارية. تشمل أمثلة إضافية لمناهضة العنصرية:
- ذكر المدير التنفيذي لشركة هوم ديبوت كرايغ مينر في بيان: «إننا جميعًا في هذه البلاد نواجه ألمًا وعذابًا عميقين بسبب الموت العبثي لجورج فلويد وأحمد أربري، ورجال ونساء سود آخرين لم يكن بحوزتهم سلاح. لا يمكننا تجاهل أن وفاتهما هي جزء من نموذج للعنصرية وتعكس واقعًا قاسيًا بأننا كأمة ما نزال بعيدين جدًا عن تحقيق وعد عدالة متساوية للجميع».[13]
- روجت شركة نيتفليكس لمجموعة جديدة من حياة السود مهمة للمشتركين الأمريكيين، تظهر عددًا من عناوين الأفلام والمسلسلات حول عدم مساواة عرقية وتجربة الأمريكيين السود.[14]
- أعلنت شركة وولمارت أنها ستتبرع بمبلغ 100 مليون دولار على مدى 5 سنوات لإنشاء مركز جديد للمساواة العرقية.[15]